# Torneo de las Cinco Naciones 1921
El Torneo de las Cinco Naciones de 1921 (Five Nations Championship 1921) fue la 34° edición del principal Torneo de rugby del Hemisferio Norte.
El campeón del torneo fue la selección de Inglaterra,

## Clasificación
| Lugar | Selección  | Partidos | Partidos | Partidos  | Partidos | Puntos  | Puntos    | Puntos | Tabla de puntos |
| Lugar | Selección  | Jugados  | Ganados  | Empatados | Perdidos | A favor | En contra | dif.   | Tabla de puntos |
| ----- | ---------- | -------- | -------- | --------- | -------- | ------- | --------- | ------ | --------------- |
| 1     | Inglaterra | 4        | 4        | 0         | 0        | 61      | 9         | +52    | 8               |
| 2     | Francia    | 4        | 2        | 0         | 2        | 33      | 32        | +1     | 4               |
| 3     | Gales      | 4        | 2        | 0         | 2        | 29      | 36        | -7     | 4               |
| 4     | Escocia    | 4        | 1        | 0         | 3        | 22      | 38        | -16    | 2               |
| 5     | Irlanda    | 4        | 1        | 0         | 3        | 19      | 49        | -30    | 2               |

## Resultados
| 15 de enero | Inglaterra | 18 - 3 | Gales | Londres, |  |

| 22 de enero | Escocia | 0 - 3 | Francia | Edimburgo, |  |

| 5 de febrero | Gales | 8 - 14 | Escocia | Swansea, |  |

| 12 de febrero | Inglaterra | 15 - 0 | Irlanda | Londres, |  |

| 26 de febrero | Gales | 12 - 4 | Francia | Cardiff, |  |

| 26 de febrero | Irlanda | 9 - 8 | Escocia | Dublín, |  |

| 12 de marzo | Irlanda | 0 - 6 | Gales | Belfast, |  |

| 19 de marzo | Escocia | 0 - 18 | Inglaterra | Edimburgo, |  |

| 28 de marzo | Francia | 6 - 10 | Inglaterra | París, |  |

| 9 de abril | Francia | 20 - 10 | Irlanda | París, |  |

## Premios especiales
- Grand Slam:  Inglaterra
- Triple Corona:  Inglaterra
- Copa Calcuta:  Inglaterra